# Central (línea Verde)
Central es una estación en la línea Verde del Metro de Chicago. La estación se encuentra localizada en 350 North Central Avenue en Oak Park, Illinois. La estación Central fue inaugurada el 15 de abril de 1899.  La Autoridad de Tránsito de Chicago es la encargada por el mantenimiento y administración de la estación. Es la estación se encuentra ubicada en el barrio Austin en Chicago.

## Descripción
La estación Central cuenta con 1 plataforma central y 2 vías. 

## Conexiones
La estación es abastecida por las siguientes conexiones: 
- Rutas del CTA Buses:#85 Central